# Максимільянув (Томашовський повіт)
Максимільянув (пол. Maksymilianów) — село в Польщі, у гміні Рокіцини Томашовського повіту Лодзинського воєводства.
Населення — 115 осіб (2011).
У 1975-1998 роках село належало до Пйотрковського воєводства.

## Демографія
Демографічна структура станом на 31 березня 2011 року:
|          | Загалом | Допрацездатний вік | Працездатний вік | Постпрацездатний вік |
| -------- | ------- | ------------------ | ---------------- | -------------------- |
| Чоловіки | 51      | 8                  | 34               | 9                    |
| Жінки    | 64      | 12                 | 37               | 15                   |
| Разом    | 115     | 20                 | 71               | 24                   |